# Rosina Muzio Salvo
Rosina Muzio Salvo (Termini Imerese, 23 dicembre 1815 – Palermo, 20 febbraio 1866) è stata una scrittrice italiana, che partecipò alla rivoluzione siciliana del 1848 attraverso l’esperienza de La Legione delle Pie Sorelle, un’associazione femminile di matrice religiosa.

## Biografia
La prima educazione le venne fornita dai nonni ma presto venne affidata ad un istituto religioso di Termini dal quale fu espulsa tre anni dopo perché in conflitto con l’ambiente religioso. 
Per rimediare alla sua istruzione venne affidata ad una precettrice francese che le insegnò il francese e l’inglese, lingue grazie alle quali conobbe e approfondì le letterature europee.
Appena diciottenne venne data in moglie al barone Gioacchino Muzio Ferrero; grazie alla biblioteca personale del coniuge Rosina poté concentrarsi su letture di Foscolo, Parini e Alfieri, autori le cui opere all’epoca erano considerate poco appropriate per l’educazione femminile.
Il canonico di Termini Agostino Giuffrè indirizzò Rosina alla poesia e	allo studio dei maggiori scrittori italiani, tra i quali predilesse Alfieri, e le insegnò la metrica.
Nel 1839 i coniugi Muzio si trasferirono a Palermo dove Rosina iniziò le sue prime pubblicazioni poetiche su riviste. Nel frattempo delle quattro gravidanze avute solo una venne portata a termine.
Dopo quattro anni dal trasferimento a Palermo, Rosina, separatasi dal marito, ritornò nella casa dei genitori con sua figlia.
Il suo impegno culturale la spinse a partecipare al cenacolo intellettuale che frequentava il salotto dei marchesi d’Albergo, nel quale spiccava la figura di Francesco Paolo Perez, ed a scrivere per la rivista progressista la “Ruota”.
Nel 1848 Rosina prese parte all’associazione “La Legione delle Pie Sorelle”, all'interno della	quale svolgeva mansioni di segretaria ed aveva il compito di redigere gli atti delle assemblee delle consorelle che venivano poi pubblicati nell’omonima rivista.
L’associazione si finanziava mediante autotassazione, questua, proventi della vendita della rivista, lotterie, organizzazione di spettacoli teatrali e musicali, e i fondi così costituiti erano impiegati per promuovere attività a beneficio delle classi svantaggiate, come il gestire un istituto di educazione femminile, sostenere vedove ed orfane,  promuovere asili per l’infanzia e acquistare pubblicazioni utili per l’istruzione delle fanciulle. La Legione sosteneva anche la causa della rivoluzione soccorrendo i feriti ed aiutando le loro famiglie. Il principio dell’istruzione quale strumento essenziale per il cambiamento della condizione femminile all’interno della società lo si rinviene in alcune pubblicazioni come “Anche noi siam risorte” che rivendicano il diritto all’affrancamento e all’istruzione femminile.	
Dopo solo quattro mesi 	la partecipazione delle associate si ridusse e l’attività delle Pie Sorelle si concluse.
A lei è dedicato l'antico istituto magistrale, oggi istituto d'istruzione superiore statale, "Rosina Salvo" di Trapani.

## Opere
Rosina non fu solo autrice di pubblicazioni poetiche e letterarie ma anche politiche.
Tra le opere più significative citiamo il romanzo “Adelina” del 1846, la cui stesura fu ispirata dalle “Ultime lettere di Jacopo Ortis” di Ugo Foscolo. L’opera, che narra della storia d’amore tra la giovane Adelina e Carlo, esule polacco, sembra abbia influenzato a sua volta Giovanni Verga nella creazione del personaggio di Maria in “Storia di una capinera”. La raccolta Prose e poesie(Palermo 1852) e diversi racconti e romanzi tra i quali: Matilde e Bice (Palermo 1857), Giannetta (Palermo 1858), Dio ti guardi (Milano 18
e Le due contesse (Milano 1865).